# ريفرز تورنبول
ريفرز تورنبول (بالإنجليزية: Rivers Turnbull)‏ (6 يناير 1855 في الهند - 24 فبراير 1927 بوستمنستر في المملكة المتحدة) هو لاعب كريكت بريطاني (وحمل سابقاً جنسية المملكة المتحدة لبريطانيا العظمى وأيرلندا). لعب مع نادي مقاطعة ساسكس للكركيت ‏.

## وصلات خارجية
- ريفرز تورنبول على موقع إي آس بي آن كريك إنفو (الإنجليزية)